# برام بوغارت
برام بوغارت (بالهولندية: Bram Bogart)‏ هو رسام بلجيكي وهولندي، ولد في 12 يوليو 1921 في دلفت في هولندا، وتوفي في 2 مايو 2012 في سانت تروند في بلجيكا.